# Solanda (Metro de Quito)
Solanda es una estación subterránea del Metro de Quito, ubicada en el sur de la capital ecuatoriana, entre los barrios Solanda y San Bartolo. Forma parte de la Línea 1, que conecta las terminales Quitumbe y El Labrador.

## Historia
La estación Solanda fue concebida como una de las 15 paradas subterráneas del trazado original de la Línea 1 del Metro de Quito, diseñada para conectar el sur y el norte de la ciudad a través de un sistema ferroviario moderno. Está ubicada en la intersección de las avenidas Ajaví y Benacio Estandoque, en una zona densamente poblada del sur de Quito que concentra barrios históricos como Solanda y San Bartolo.
Las obras civiles comenzaron entre 2016 y 2017 como parte del tramo sur del metro. La construcción implicó excavación profunda, movimientos de tierra, desvíos viales y obras de mitigación. Posteriormente se avanzó con la perforación del túnel mediante tuneladora.
La estación fue terminada estructuralmente años después, pero su inauguración se postergó debido a retrasos generales del sistema, ajustes técnicos y pruebas operativas. Fue inaugurada oficialmente el 1 de diciembre de 2023 junto con el resto de la línea entre Quitumbe y El Labrador.

## Accesos
Vestíbulo Solanda
- Avenida Ajavi Avenida Ajavi y José María Alemán.
- Estadio Solanda y Av. Ajavi.  Avenida Ajavi y José María Alemán.
- Ascensor Estadio Solanda y Av. Ajavi.

## Controversias
La construcción de la estación Solanda del Metro de Quito ha sido objeto de controversia debido a los daños estructurales que han afectado a numerosas viviendas en el barrio homónimo desde el inicio de las obras en 2017. A continuación, se detallan las principales problemáticas asociadas.

### Daños estructurales en viviendas
Desde 2017, residentes de los sectores 1, 4 y 5 del barrio Solanda han reportado la aparición de grietas, hundimientos del terreno y colapsos parciales en sus viviendas, coincidiendo con el paso de la tuneladora del Metro de Quito por la zona. Se estima que al menos 300 viviendas han resultado afectadas, y alrededor de 50 han sido abandonadas por considerarse inhabitables.

### Causas identificadas
Diversos estudios y reportes comunitarios han señalado múltiples factores que habrían contribuido a los daños en las viviendas de Solanda:
- La extracción de agua del subsuelo durante la construcción de un pozo de emergencia habría alterado el equilibrio hidrogeológico y provocado subsidencia del terreno.[6]
- El exceso de pisos construidos en algunas viviendas sin estudios técnicos previos podría haber agravado los efectos del debilitamiento del suelo.
- Deficiencias en los sistemas de agua potable y alcantarillado habrían exacerbado la inestabilidad del terreno.
- El tránsito de maquinaria pesada durante la obra también se considera un factor de impacto negativo en la zona.[7]

### Respuesta institucional y acciones legales
Durante varios años, ni el Municipio de Quito ni el Consorcio Línea 1 (liderado por Acciona) asumieron responsabilidad directa. En ciertos casos se culpó a la supuesta precariedad de las construcciones. En 2024, tras años de reclamos, los moradores de Solanda presentaron una demanda contra la aseguradora Generali, responsable de la póliza del proyecto, exigiendo reparaciones e indemnizaciones.
El alcalde de Quito, Pabel Muñoz, reconoció públicamente que el Metro provocó daños en las viviendas y anunció que se gestionaría la activación del seguro.

### Estudios técnicos y falta de soluciones
En 2023, el Municipio contrató a la consultora Geo Global para estudiar las causas del hundimiento. No obstante, los resultados no han sido difundidos públicamente, y la aseguradora Generali ha alegado que los datos obtenidos no son concluyentes ni suficientes para validar las reclamaciones.
Organizaciones como la Fundación La Barra Espaciadora han denunciado el caso, resaltando la falta de estudios geotécnicos sólidos, ausencia de participación comunitaria y carencia de planes de contingencia.

### Situación actual
Hasta 2025, la Empresa Metro de Quito ha reconocido oficialmente 156 viviendas con daños y ha ofrecido intervenciones parciales. No obstante, los residentes exigen soluciones estructurales integrales y compensaciones acordes a las pérdidas materiales y humanas.